# Сербско-сирийские отношения
Сербско-сирийские отношения — двусторонние дипломатические отношения между Сербией и Сирией. Государства являются членами Организации Объединённых Наций.

## История
В 2008 году баасистская Сирия не признала провозглашение независимости Косова. В 2009 году министр иностранных дел Сербии Вук Еремич посетил Сирию и встретился с Валидом Муаллемом. 13 мая 2009 года посол Сирии в Сербии Маджед Шадуд объявил, что президент Сирии Башар Асад по-прежнему выступает против признания независимости Косова. Сирия проголосовала против принятия Косова в ЮНЕСКО в 2015 году. В 2024 году президент Сербии Александр Вучич раскритиковал попытки Западных стран исключить Россию из числа государств, играющих свою роль в развитии обстановки в Сирии и средиземноморском регионе.
Сирия является членом Движения неприсоединения, а Сербия — наблюдателем.

## Сирийцы в Сербии
В 2023 году в Сербии было зарегистрировано 36 360 сирийцев.

## Сербы в Сирии
Сербы, живущие в Сирии, — это в основном женщины, вышедшие замуж за сирийцев, число которых исчисляется сотнями, по мнению Министерства иностранных дел Сербии. Некоторые из этих браков являются наследием тесных политических и экономических связей, сложившихся в коммунистическую эпоху между арабским миром и социалистическими странами, такими как Югославия.

## Дипломатические представительства
- Сербия имеет посольство в Дамаске.
- Сирия имеет посольство в Белграде.